# Берар, Тома
Тома́ Бера́р (фр. Thomas Bérard или Béraud, Bérault; ум. 1273) — великий магистр ордена тамплиеров в 1256—1273 годах.

## Биография
О ранних годах Тома Берара ничего не известно. Пост главы ордена тамплиеров он занял после смерти Рено де Вишье.
Берар написал несколько писем английскому королю Генриху III Плантагенету, описывавших жалкое положение христиан в Святой Земле. Он начал сотрудничать с двумя другими военными орденами, чтобы прекратить соперничество между ними. Он сумел достичь взаимопонимания с магистром госпитальеров Гуго де Ревелем и магистром тевтонцев Анно фон Зангерсхаузеном.
В 1266 году большая крепость тамплиеров Цфат была осаждена египетским султаном Бейбарсом. Вероятно, один из сирийских солдат гарнизона оказался предателем, и открыл ворота неприятелю. Все тамплиеры и госпитальеры были обезглавлены после того, как отказались принять ислам. Вскоре пало ещё несколько тамплиерских крепостей, в том числе Бофорта, только недавно захваченная христианами. Кроме того, Бейбарс занял Антиохию, что сделало крепости тамплиеров в горах Аманос уязвимыми для мамлюков. Крепость Гастон на пути в Сирию была защищена лишь небольшим тамплиерским гарнизоном. Тем не менее, солдаты решили держать оборону, но среди нашёлся предатель. Между тем великий магистр Берар послал гонца с приказом об отступлении. В итоге в феврале 1271 году тамплиеры сдали крепости Ла-Рош-Гийом и Шастель-Блан и отступили к Тортосе. В июне 1271 года пала последняя христианская крепость в северной Сирии Монфор.
Берар отправил сообщение к папе с просьбой о помощи, и папа призвал к Восьмому крестовому походу, однако на этот призыв никто не откликнулся. После потери Крак-де-Шевалье в 1271 году между христианами и мусульманами было заключено десятилетнее перемирие.
По данным «Хроники тамплиеров Тира» Берар умер 25 марта 1273 года.